# Enthiran
Enthiran (там. எந்திரன்) (також знаний як укр. Робот) тамільський науково-фантастичний фільм режисера C. Шанкара. В основній ролі Раджінікат який грає професора та створеного ним андроїда. Айшварія Рай та Данні Дензонґпа грають інші основні ролі.  Історія фільму розвивається навколо вченого, який намагається контролювати своє творіння, та робота, програма якого навчилась розуміти та генерувати людські емоції. Все йде перевертом, коли робот закохується у наречену вченого та попадає в руки супротивника вченого.
Після приблизно десятиліття підготовки, фільм був знятий за два роки, починаючи з 2008. На момент виходу на широкі екрани, фільм став найдорожчим індійським фільмом в історії.
Фільм отримав загалом позитивні відгуки після виходу на екрани. Критики особливо високо оцінили режисуру Шанкара, сюжетну лінію, гру Раджиніканта в ролі Чітті, музику, екшн-сцени, вартість виробництва та візуальні ефекти В. Шрініваса Мохана. "Ентіран" став найкасовішим індійським фільмом 2010 року. Він отримав дві Національні кінопремії, три нагороди Filmfare, сім нагород Vijay Awards та дві нагороди Screen Awards. За "Ентіраном" вийшов окремий сиквел "2.0", який вийшов на екрани наприкінці 2018 року.

## Сюжет
Доктор Васігарана був буквально схиблений на робототехніці, тому присвячував процесу створення техніки дуже багато часу. Коли він розпочав розробку андроїда, то навіть відгородився від зовнішнього світу, вимкнувши телефон. Коли справа була завершена, геній представив публіці Читті - сучасного антропоморфного робота, зовнішність якого повністю відповідала з доктора Васірагани. 
Доктор Васігарана домовився про продаж свого творіння військовим, адже він може стати ідеальним солдатом. Читті вогнетривкий, стійкий до впливу води і взагалі відрізняється особливою міцністю. 
Перші дії машини були зустрінуті з ентузіазмом, адже механізм повністю повторював поведінку живої людини. Робот чудово співав, віртуозно танцював, і навіть вів бесіди на абстрактні теми. Ось тільки робот не вмів брехати, і миттю запам'ятовував будь-який обсяг інформації. Також Читті був позбавлений почуттів. Щоб виправити цей недолік, винахідник змінив настройки робота, і він став емоційним. Після зустрічі з нареченою вченого Читті закохався в цю дівчину. За це робота викинули на звалище. 
Там його знайшов доктор Бохра — злий геній, який бажає захопити владу в світі. Лиходій підбирає Читті і лагодить його. Однак, негідник вкладає в операційну систему робота тільки злість і той стає загрозою людства. Навіть фінальні сцени першого фільму показують бій між людьми і машиною. Андроїд не тільки став злим, але і затявся на свого творця. Більш того, любов в залізному серці обпікала, і мучила робота.
Він викрадає наречену доктора Сані прямо під час весільної церемонії. Читті встав на стежку війни, і почав вбивати людей. Пізніше він дійшов до висновку - світ створений не тільки для людей.

## В ролях
- Раджінікат в ролі доктора Васеегарана та Чітті Бабу
- Айшварія Рай - Сана
- Данні Дензонґпа доктор Богра

## Див.також
- Науково-фантастичне кіно Індії